# Bar Adi
Bar Adi är en ö i Eritrea.   Den ligger i regionen Norra rödahavsregionen, i den nordöstra delen av landet, 100 km nordost om huvudstaden Asmara. Arean är 2,2 kvadratkilometer.
Terrängen på Bar Adi är mycket platt. Öns högsta punkt är 10 meter över havet. Den sträcker sig 2,4 kilometer i nord-sydlig riktning, och 1,7 kilometer i öst-västlig riktning.